# حسن‌آباد (سربند)
حسن‌آباد یک روستا در ایران است که در بخش سربند شهرستان شازند در استان مرکزی واقع شده‌است. حسن‌آباد ۵۰ نفر جمعیت دارد.

## جمعیت
این روستا در دهستان هندودر قرار دارد و براساس سرشماری مرکز آمار ایران در سال ۱۳۸۵، جمعیت آن ۵۰ نفر (۹ خانوار) بوده‌است.